# Antonio Reyes Montoya
Antonio Reyes Montoya (Chiclana de la Frontera, 26 de julio de 1977) es un cantaor flamenco ganador del giraldillo al cante de la  XVIII Bienal de Flamenco, en 2014.
Nació en Chiclana de la Frontera en 1977 en el seno de una familia de tradición flamenca; su abuelo materno es Antonio Montoya, su tío Roque Montoya "Jarrito" y también tiene parentesco paterno con José Cortés Jiménez, "Pansequito".
Subió por primera vez a un escenario cuando tenía 7 años en la fiesta de la Parpuja de Chiclana. En 1984, actuó en la plaza de toros de Jerez, dentro de los jueves flamencos, organizados por el guitarrista Manuel Morao. Con 10 años obtuvo el 1er premio de Fuengirola, en la modalidad de jóvenes.
En 1988, con 13 años, fue finalista del concurso de Mairena del Alcor y viajó por Estados Unidos con la Compañía Gitanos de Jerez dirigida por Manuel Morao y después por Europa con el espectáculo Misa Flamenca. A partir de 2000 se consolidó como profesional con los premios del Memorial Camarón de la Isla y en el Concurso Nacional de Arte Flamenco.
En 2009 grabó su primer disco, Viento del sur, en 2014 obtuvo el giraldillo al cante de la Bienal de Flamenco de Sevilla, según apreciaba el jurado "por incorporar su personalidad al legado de los grandes maestros" y en 2015 grabó su segundo disco junto al guitarrista Diego del Morao.

## Premios
- Premio Gitano Andaluz a la Promoción del Arte y Cultura Gitana 2022
- Nominado a los Grammy Latinos 2020 por "Que suene el Cante".
- Nominado a los Grammy Latino 2016 por su disco “Directo en el Círculo

Flamenco de Madrid”.
- Premio Flamenco de Hoy Mejor Disco de Cante 2015 por “Directo en el

Círculo Flamenco de Madrid”.
Giraldillo al Cante Bienal de Sevilla
2014.
- Premio Ateneo "Gaditano del Año - Siglo XXI" - 2009
- Premio Manolo Caracol y Premio Antonio Mairena del Concurso Nacional

de Córdoba 2001
- 2 Trofeos consecutivos Peña El Taranto al Mejor Recital del Año
- Premio RTVA Flamenco Radio.

## Discos
- 2020 - "Que Suene el Cante".

Guitarrista: Diego del Morao.
- 2015 - “Directo en el Círculo Flamenco de Madrid”

Guitarrista: Diego del Morao
- 2008 - "Viento del Sur"

Guitarristas: Moraíto Chico y Alfredo Lagos.